# 손부인

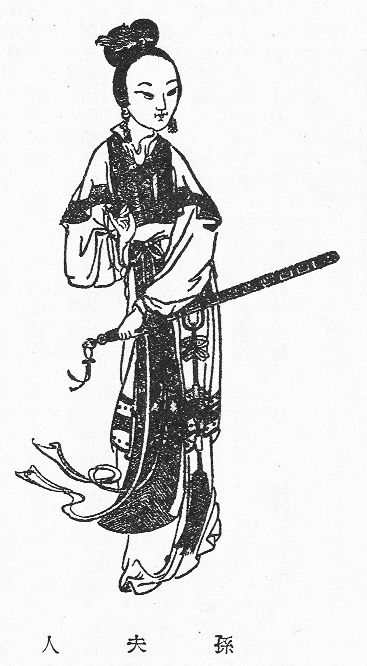
손부인

손부인(孫夫人, ? ~ ?)은 손견(孫堅)과 오부인의 딸이며, 손책(孫策)·손권(孫權)의 여동생이자 유비(劉備)의 부인이다. 손상향(孫尙香)이라는 이름으로 널리 알려지고 있지만, 이것은 경극으로 사용되는 이름이며, 《삼국지연의》에서는 손인(孫仁, 실제는 그녀의 오빠인 손랑의 별칭)으로 되어 있다. 《삼국지》에서는 “손부인”이라고 기록되고 있고, 실제 이름은 밝혀지지 않았다.

## 생애
자치통감에 의하면 유비와 결혼한 시기는 209년 12월이다. 《삼국지》에 손부인에 관한 기술은 매우 적다. 《삼국지》촉서 법정전에는 “주공께서 공안에 계실때 북쪽으로 조조의 강성함을 두려워 하시고, 동쪽으로 손권이 핍박함을 꺼렸으며, 가까이에 손부인이 이 곁에서 변고를 일으킬까 겁내시었으니...”라는 제갈량(諸葛亮)의 말이 기록되고 있다. 손부인의 시녀 백명이 모두 무장해 있어, 유비는 손부인의 침소에 들어올 때마다 항상 두려워하고 있었다고 기록되어 있다(신혼 첫날밤의 날, 무장한 시녀들을 본 유비는 두려움에 떨다침실에서 도망쳤다고 하는 설도 있다.)
《삼국지》촉서 목황후전에 따르면, 유비가 익주를 평정한 뒤에, 손부인은 오에 귀국했다.《삼국지》촉서 목황후전에 주석이 달려있는 《한진춘추》에 따르면, 손부인은 유선을 데리고 오에 돌아가려고 했지만, 제갈량은 조운(趙雲)에게 명해 장강을 봉쇄해, 유선을 구출했다. 이 때문에, 유비와 손부인의 사이는 더욱 더 험악하게 되어, 손부인은 공안에 새로운 거성을 쌓도록 함으로써, 별거 상태가 되었다고 한다. 이로서 손부인과 유비는 사실상 이혼한 상태가 되었다. 오에 귀국 후의 손부인의 행방은 불명하다. 일설에 따르면 다른 곳으로 재가를 갔다고도 한다.

## 《삼국지연의》에서 손부인
《삼국지연의》에서 손부인은 손인(孫仁)이라는 이름으로 등장하며, 무예가 출중한 여장부였으므로 오라비인 손권마저도 두려워하는 여인으로 나온다. 동오로 친히 온 유비를 시험하기도 하며 손권에게서 도망쳐올 때 손인과 유비 부처를 추격해오는 정봉(丁奉)과 서성(徐盛)을 물리쳤다. 손권이 손인을 다시 불러오기 위해 손인에게 모친이 위독하다는 허보를 보내 소환했고, 손인은 이때 어린 유선(劉禪)을 데려가다 조운에게 빼앗기고 만다. 이후, 익주로 들어간 유비를 따라 가길 원하는 손인을 손권이 놓아주지 않아 그대로 건업(建業)에 머무르게 되나, 유비 가 이릉전투 패전 당시에 사망했다는 오보로 인하여 장강에 투신자살하였다고 전한다.

## 손부인을 연기한 배우
- 《무신 조자룡》 (후난위성텔레비전, 2015년 배우:강세정)

## 손부인의 친족관계
※손강 · 손정의 계보는 각 항목을 참조할 것.

## 같이 보기
- 삼국지 인물 목록
- 진수 (서진)
- 상거
- 나관중
- 배송지
- 사마광